# Pierre Mignard
Pierre Mignard vagy Mignard le Romain 
(fonetikusan: pjɛʁ miɲaʁ) (Troyes, 1612. november 17. –
Párizs, 1695. május 30.) francia festő, aki vallási és mitológiai jeleneteiről és arcképeiról ismert. Szinte kortársa volt (Peintre du Roi) Charles Le Brun, a király festőjének, akivel keserű, élethosszig tartó rivalizálást folytatott.

## Élete
Pierre Mignard 1612-ben született Troyes-ban Pierre és Marie Gallois fiaként, kézműves családban. Ő volt Nicolas Mignard öccse, aki festővé és rézkarcmesterré vált, s főként Avignonban tevékenykedett, ezért Mignard d'Avignonként ismerték. Nicolasnak két fia volt: Paul festő és rézkarcoló, Pierre pedig festő és építész lett. Hogy megkülönböztesse Pierre unokaöccsét a nagybátyjától, az ifjút Pierre II-nek vagy Le Chevalier"-nek (a Lovag) hívták.

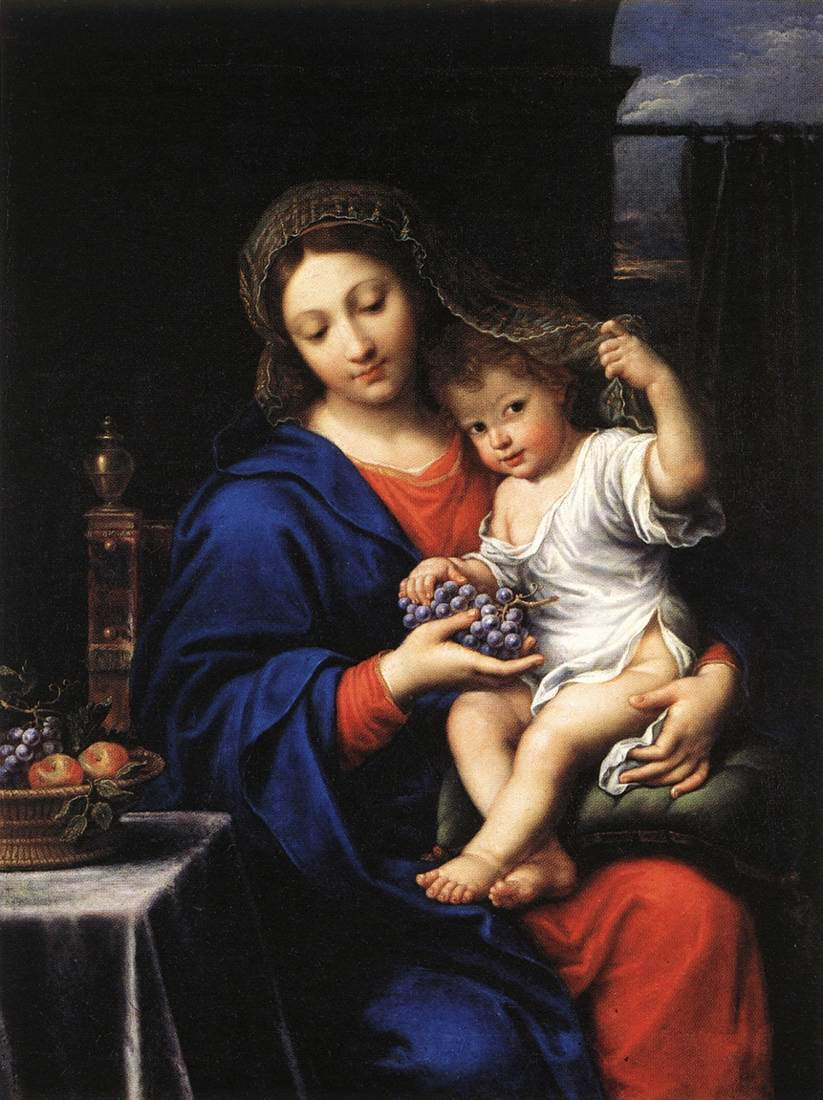
A Szűz szőlővel, s a Gyermekkel, 1640

Pierre Mignard Bourges-ban tanult Jean Boucher manierista festőnél. Később időt töltött a manierista művek másolatainak elkészítésével a fontainebleau-i kastélyban. Ezután egy ideig Simon Vouet stúdiójában tanult. Mignard 1635-ben Rómába távozott, ahol körülbelül 22 évig maradt. Hosszú római tartózkodása miatt kapta a „Mignard le Romaine” (a Római) becenevet. 
Rómában vallási megbízásokra festett. Különösen a Madonnát és a Gyermeket ábrázoló sok képéről volt ismert. Annyira népszerűek voltak, hogy „Mignardises”-ként emlegették őket. Oltárképeket is festett. Honfitársa, Nicolas Poussin felkérte, hogy készítsen másolatokat műveiről. Reprodukciós gravírozóként is tevékenykedett, és Annibale Carracci műveiről másolatokat készített. Ekkoriban fejlesztette ki élethosszig tartó érdeklődését a portréművészet iránt, és arcképeket festett a későbbi pápákról, bíborosokról és az itáliai nemesség kiemelkedő tagjairól. Észak-Itáliába is eljutott, ahol meglátogatta Bolognát, Parmát, Mantovát, Firenzét és Velencét.

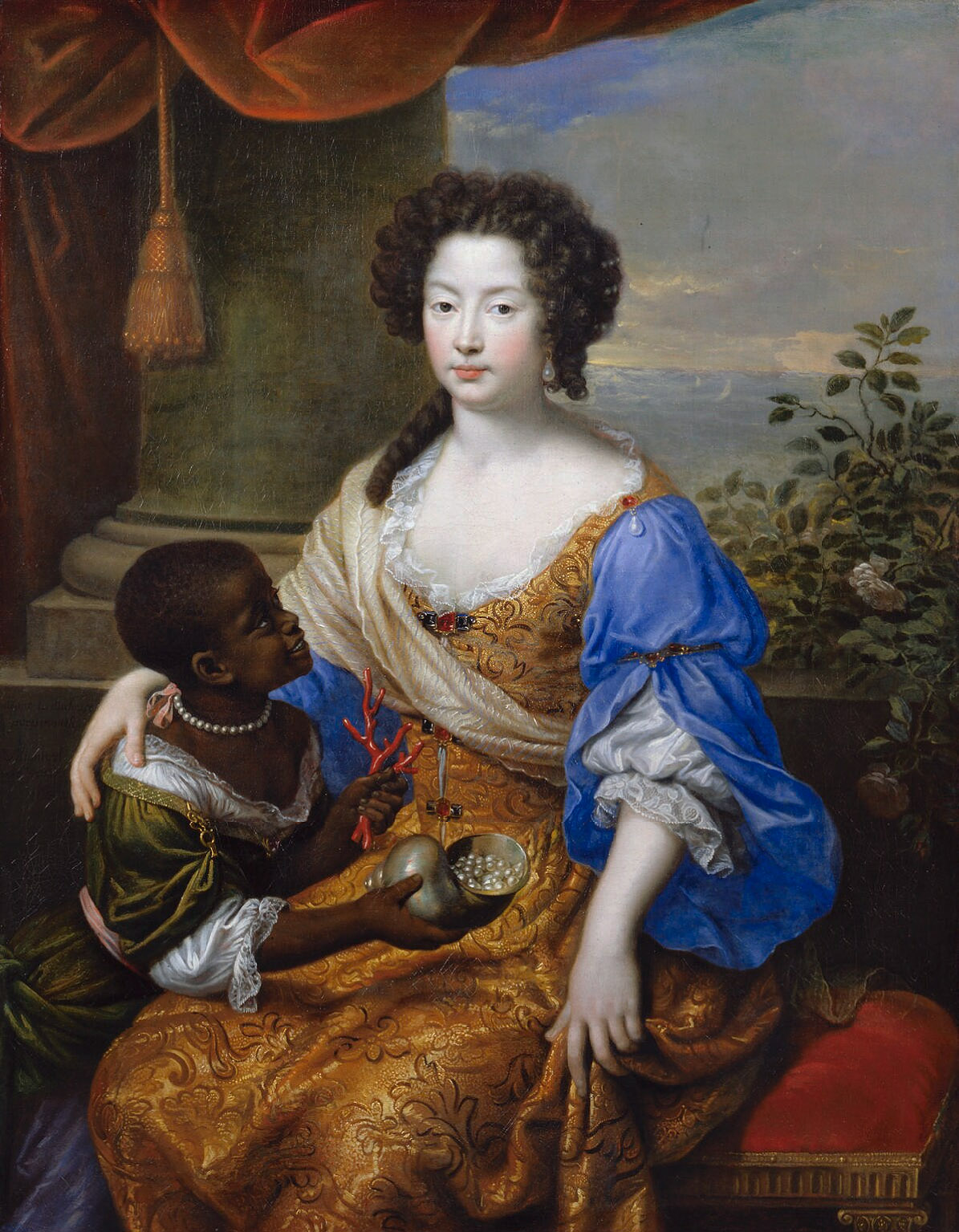
Louise de Kérouai portsmouthi hercegnő portréja

Hírneve olyan volt, hogy 1657-ben Párizsba hívta, valószínűleg Mazarin bíboros. Avignonon keresztül utazott vissza, ahol bátyja, Nicolas dolgozott. Itt ismerkedett meg Molière drámaíróval, aki közeli barátjává vált, és akiről számos portrét festett. Párizsban népszerű portréfestő lett. XIV. Lajos francia király is kevelte művészetét, és sok portrét készíttetett vele. Mignard vetélytársa az akkori vezető francia festő, „a király első festője”, Charles Le Brun lett. Nem volt hajlandó belépni az Académie royale de peinture et de sculpture-ba, amíg Le Brun volt annak igazgatója, ehelyett egy rivális céh feje lett. Le Brun 1690-ben bekövetkezett halála után Mignard váltotta őt az akadémia igazgatói székében és a premier peintre du Roi poszton. Bátyja, Nicolas és unokaöccse, Paul, aki a tanítványa volt, Le Brun pártján álltak Mignard-ral szemben, ami kapcsolatuk megszakadásához vezetett. Mignard öt évvel később, 1695-ben halt meg Párizsban, amikor éppen az Invalidusok háza kupoláján készült dolgozni.

## Művei
Mignard főként portréfestőként tevékenykedett. Mitológiai és vallási jeleneteket is készített.
Nem sokkal Párizsba való visszatérése után fontos személyiségek pártfogását nyerte el, akik portrékat készíttettek vele. Modellt ültek neki: Turenne, Molière, Bossuet, Maintenon (a Louvre-ban), La Vallière, Sévign-né, Montespan, Descartes (a Howard-kastélyban). Így korának egyik legsikeresebb portréfestője volt, bár egyes művészettörténészek szerint a legunalmasabb is.

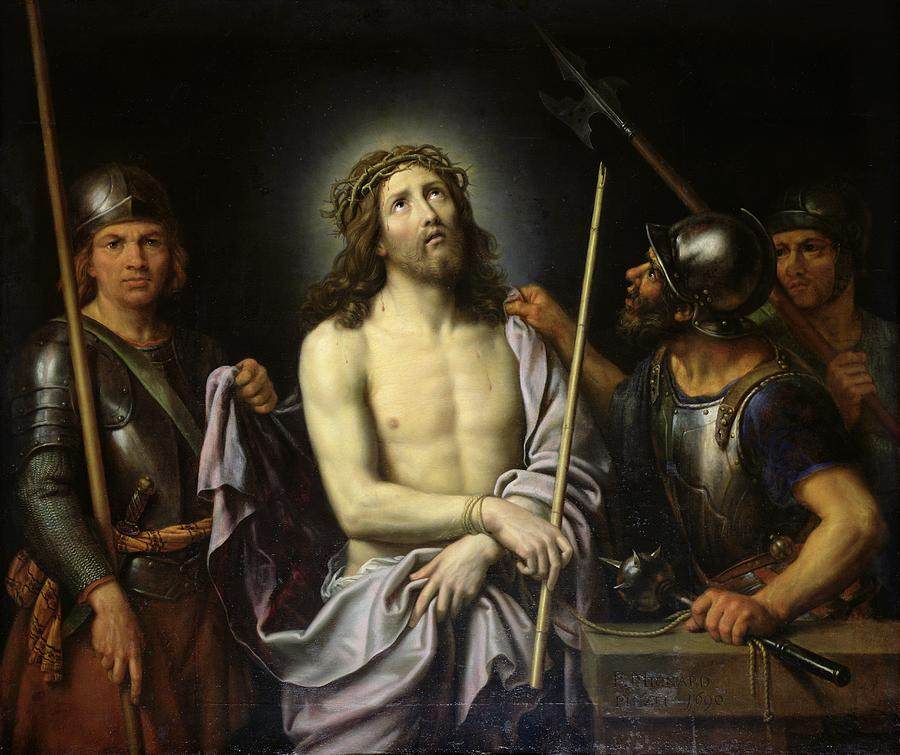
Ecce homo, 1690

Számos kompozíciót metszett Gérard Audran, Pieter van Schuppen, Robert Nanteuil, Gérard Edelinck, Antoine Masson, François de Poilly és másokról.
Pierre, Nicolas és Pierre II műveiből jó válogatás található Avignonban, a Musée Calvet-ben. A Courtauld Institute of Art (London), a Harvard Egyetem Művészeti Múzeumai, az Ermitázs Múzeum, a Honolului Művészeti Múzeum, a Kunst Indeks Danmark, a Louvre, a Musée d'Art et d'Histoire (Genf), a Musée des Augustins (Toulouse), Musée Ingres (Montau), Museo Lombardi (Parma), a Múzeum A Fine Arts, (Houston), a londoni Nemzeti Galéria, a londoni National Portrait Gallery, az észak-karolinai művészeti múzeum, a portlandi művészeti múzeum és a versailles-i kastély Pierre Mignard műveit őrző közgyűjtemények közé tartoznak.

## Fordítás
- Ez a szócikk részben vagy egészben  a   Pierre Mignard című angol Wikipédia-szócikk fordításán alapul.  Az eredeti cikk szerkesztőit annak laptörténete sorolja fel. Ez a jelzés csupán a megfogalmazás eredetét és a szerzői jogokat jelzi, nem szolgál a cikkben szereplő információk forrásmegjelöléseként.